# Secret Passion
A Secret Passion Amanda Lear francia énekesnő 1987-ben megjelent nagylemezének címe. A felvételek a Los Angeles-i Stefana Studiosban és a római Hollywood Studiosban zajlottak. Az album nem lett sikeres, amiben valószínűleg szerepet játszott az is, hogy Amandát egy autóbaleset megakadályozta a lemez népszerűsítésében. A Tam Tam és a Secret Passion közötti időszakban Amanda főleg az olasz televízióban volt látható, illetve megjelentette az Assassino és a No Credit Card című kislemezeit. (Előbbihez a neves olasz rendező, Mauro Bolognini készített videóklipet.) A Secret Passion az aktuális popzenei divat jegyében készült, és bevallott célja volt, hogy általa az Egyesült Államokban is befuttassák Amandát, aki korábbi, Európában igen népszerű LP-ivel nem ért el jelentős sikereket a tengerentúlon. Ez azonban most sem jött össze, ahogyan az európai „comeback” sem igazán sikerült. Még nagy slágere, a Follow Me 1987-es verziója sem keltett igazán nagy érdeklődést. A Secret Passion hivatalosan ugyan nem jelent meg CD-n, de mind a 8 felvétele megtalálható az énekesnő Living Legend és I'm a Mistery – The Whole Story című válogatáslemezein.

## A dalok

### „A” oldal
1. Desire (C. Roberts – F. Anselmo) 4.18
2. Wild Thing (Chip Taylor) 3.36
3. I Want My Name on a Billboard (S. Singer – M. Harris – P. Van Asten – R. DeBois) 4.25
4. She Wolf (M. Von Ritz – G. M. Johnson) 4.17

### „B” oldal
1. Mannequin (M.Price – A. Lear) 3.32
2. I’m a Mistery (Seraphim – A. Lear – R. Vincent) 4.35
3. Aphrodisiac (M. Stepstone – S. Singer – A. Lear – L. Macaluso) 3.46
4. Times Up (M. Cubeddu – M. Bernard – B. Esty) 4.56

## Közreműködők
Producer és zenei rendező: Christian De Walden, Carol Parks, Steve Singer (Zig Zag Productions, USA)

Executive producer: Steve Singer, Carlo Mezzano, Christian De Walden

Dobok: Denny Fongheiser, Tom Walsh
 
Gitárok: Dean Parks, John C. Parr, Marco Manusso

Basszusgitár: Bob Parr

Szintetizátorok: Steve Singer, Kim Bullard, Michael Price

Szaxofon: Doug Norwine

Trombita:: Rick Braun

Ütős hangszerek: Michael Fisher

Háttérénekesek: Carol Parks, Debbie Rider, Victoria Miller, Stacey Dunne, Leslie Perkins, Denise Rosner, Charlie Cannon, Rosie D'Andrea, Annie Robert, Frank Castiglia

Hangmérnök: Greg Penny, Joe Seta, Kiko Fusco

Asszisztensek: John Inglodsby, Maurizio Mariani, Eddiy Petrolati

Keverés: Greg Penny, Christian De Walden
 
Címlapfotó: Roberto Rocchi

Koncepció: Amanda Lear

Illusztráció: Claude Caudron

Kosztüm: Rocco Barocco

## Különböző kiadások
- 1987, Franciaország, Olaszország, Kanada: Carrere-Ibach 66 408 (LP).
- 1987, Franciaország: Carrere-Ibach 76 508 (kazetta).
- 1987, Görögország: Carrere 062-2407601. (LP)

## Kimásolt kislemezek

### 7"
- 1986: Wild Thing / Aphrodisiac (Franciaország, Carrere 14.152)
- 1986: Wild Thing / Aphrodisiac (Olaszország, Carrere 72 014)
- 1987: Wild Thing / Aphrodisiac (Kanada, Power PX7-120)
- 1987: Follow Me (1987-es, újra felvett változat - 7" Edit) / I'm a Mistery (NSZK, Carrere CAR 6.14811)
- 1986: Les Femmes (A She Wolf francia nyelvű változata) / She Wolf (Franciaország, Merak MKNP 210)
- 1986: Les Femmes (A She Wolf francia nyelvű változata) / She Wolf (Franciaország, Ibach 884 686-7)
- 1987: Aphrodisiaque (Az Aphrodisiac francia nyelvű változata) / Desire  (Franciaország, Carrere 14.212)

### 12"
- 1987: Follow Me (1987-es, újra felvett változat - Extended) / Follow Me (1987-es, újra felvett változat - Radio Mix) / I'm A Mistery (Remix) (NSZK, WEA 249 375-0)
- 1987: Follow Me (1987-es, újra felvett változat - Extended) / Follow Me (1987-es, újra felvett változat - Radio Mix) / I'm A Mistery (Remix) (NSZK, Carrere CAR 6 20780)
- 1987: Wild Thing (Extended) / I'm a Mistery (Remix)  / Aphrodisiac (Franciaország, Carrere/Ibach 8731)
- 1987: Wild Thing (Extended) / Follow Me (1987-es, újra felvett változat - Extended) (Kanada, Power PXD-089)
- 1987: She Wolf (Extended) / Les Femmes / Time's Up (Extended) (Franciaország, Carrere/Ibach 884686)
- 1987: Time's Up / Aphrodisiac (12" - Anglia)

## Orosz CD
Az LP-k hanganyaga alapján.
- Tam Tam / Secret Passion

## Külső hivatkozások
- Francia dalszöveg: Aphrodisiaque
- Videó: Wild Thing
- Videó: I'm a Mistery (Remix)
- Videó: Aphrodisiaque
- Videó: Follow Me '87